# 0verflow
0verflow는 도쿄도 지요다구 간다오가와마치(神田小川町)에 본사를 두고있는 유한회사 스택(STACK)이 PC용 어덜트 게임 제작/판매를 목적으로 설립한 브랜드이다. 본 항목에선 모체기업인 유한회사 스택에 대해서도 설명한다.
회사 이름의 영문표기는 Overflow이지만 회사 로고나 홈페이지 도메인 네임에선 첫글자에 알파벳 O 대신에 숫자 0을 사용한다.
마스코트 캐릭터는「마요쨩」이다.

## 유한회사 스택
- 1997년 3월 컴퓨터 게임∙디지털 애니메이션의 개발하청을 위한 회사로서 설립.
- 대표는 오오누마 아키오(大沼明夫). 크리에이터로서의 이름은「메이저즈 누마키치」.
- 자사 브랜드는 어덜트 게임은 오버플로우, 전연령계열은 STACK software.

### 주로 담당한 작품
- 원작 F&C, 게임기 버전 유통 NEC 인터채널
  - 『피아캐롯에 잘 오셨습니다!! 2 (Piaキャロットへようこそ!!2)』(SS/DC)
  - 『피아캐롯에 잘 오셨습니다!! 2.5(Piaキャロットへようこそ!!2.5)』(GBC/DC)
  - 『위드 유 ~바라보고 싶어~ (With You ~みつめていたい~)』(SS)
  - 위드 유의 PS이식판 『인연이라는 이름의 팬던트 (絆という名のペンダント)』(PS)
  - 동창회의 가정용 이식판『프렌즈 ~청춘의 빛남~ (フレンズ ~青春の輝き~)』(SS/PS2)

- NEC 인터채널
  - 『센티멘탈 그래피티2 서드 윈도 (センチメンタルグラフティ2 サードウィンドウ)』(DC)

- 미디어웍스
  - 『시스터 프린세스 (シスタープリンセス)』시리즈(PS/DC)

## 연혁/소개
- 1999년 자체 제작 어덜트 게임의 제작을 위해 오버플로우란 브랜드를 설립하여 라지 퐁퐁으로 데뷔하였다.

- 동경 치요다구의 같은 건물에 있는 니트로플러스, 아쥬와 함께 치요다구 연합(이하, 치요렌)으로 불린다. (초기에는 3회사였으나, 뒤에 서커스가 합류하여 현재는 4회사) 각 회사 간에는 실제로 스탭 간 이동이라든지 상호 협력이 활발하게 이뤄지고 있다.

- 과거 치요렌 소속회사 중 니트로플러스가 팬텀, 데몬베인 시리즈, 아쥬가 네가 바라는 영원, 마브러브이라는 대표작을 지니고 있을 적 오버플로우만은 두 회사와 비교해서 존재감이 얕았고 내놓을 만한 대표작도 없었다. 그나마 대표작으로 칭할 수 있던 작품이 18금 OVA화되었던 퓨어메일(PureMail)과 여동생으로 가자!정도였으나 두 회사의 대표작과 비교할 수 있을 정도는 아니었다.

- 그런 오버플로우가 일약 다른 치요렌 소속 회사들과 어깨를 나란히 할 수 있도록한 작품이 바로 8번째 정규작품인 School Days였다. 이전의 게임에선 볼 수 없던 DVD 듀얼 레이어를 활용한 대용량의 풀 애니메이션 스타일의 게임 진행과 게임 발매전 일반적인 삼각관계물일 거라는 전개를 뛰어넘은 파격적인 전개와 베드 엔딩은 많은 유저들의 화제를 모아 일본에서 어덜트 게임 상반기 판매량 2위/년간 판매량 7위에 약 3만 2천장의 판매고를 올리며 일약 주목 브랜드로 뛰어올랐다. 또한 School Days가 오버플로우의 대표작으로 자리매김한 것과 더불어 오버플로우 사상 최초로 대중적인 미디어 믹스 전개도 활발히 진행되어, 코믹 연재는 물론이고 2007년 7월에 TV 애니메이션이 제작되어 방영되었으며 2008년 1월에는 오버플로우 제작 게임사상 최초로 가정용 게임기로 이식되어 플레이스테이션 2로 School Days L×H라는 제목의 이식판이 발매되었다. TV 애니메이션화나 가정용 게임기 이식모두 오버플로우 최초가 된 School Days는 오버플로우가 시도하던 풀 애니메이션 형식의 게임을 완성시킨 것 이상의 중요한 의미를 가진 작품이 되었다.

## 브랜드 컬러
- 대부분의 작품이 세계관을 공유하고 있으며, 그 중에서도 패밀리 레스토랑 체인「라딧슈」를 무대로 한 시리즈가 설정의 주축을 이룬다. 세계관이 일정한 까닭에 다른 작품에 나오는 캐릭터의 뒷 이야기가 다루어지는 경우도 많다.

## 작품 일람
※표시가 된 작품에 경우 세계관을 공유하는 작품
- 1999년 11월 26일 라지 퐁퐁 (ら～じ・PONPON)※
- 2000년 8월 25일 PureMail※
- 2001년 4월 27일 오버플로우 프레져 박스 (オーバーフローぷれじゃ～BOX)※
- 2001년 12월 28일 Snow라딧슈 베케이션!! (Snowラディッシュバケーション!!)※
- 2002년 12월 27일 여동생으로 가자! (妹でいこう!)※(무대는 동일하지만, 혈연 등은 관계 없다.)
- 2003년 4월 1일 Summer라딧슈 베케이션!! (Summerラディッシュバケーション!!)※
- 2003년 12월 28일 매지컬☆유니티 (マジカル☆ユニティー)
- 2004년 4월 30일 MISS EACH OTHER※
- 2004년 8월 13일 Summer라딧슈 베케이션!!1.1 (Summerラディッシュバケーション!!1.1)※ 
(여름 코믹마켓 및 이벤트 한정판매)
- 2004년 8월 13일 Summer라딧슈 베케이션!!2 (Summerラディッシュバケーション!!2)※ 
(여름 코믹마켓 및 이벤트 한정판매)
- 2004년 10월 15일 LOST M※
- 2005년 4월 28일 School Days※
- 2006년 1월 27일 오버플로우 프리미엄 트릴로지 박스 (オーバーフロー プレミアム・トリロジーBOX)※
- 2006년 6월 23일 Summer Days※
- 2010년 3월 19일 Cross Days※
- 2010년 10월 8일 SCHOOLDAYS HQ※
- 발매일 미정 TearMail
- 2012년 4월 27일 SHINY DAYS※